# Iuliu Dunca
Iuliu Dunca, născut ca Iulius Dunca de Sajó (Șieu), (n. 7 ianuarie 1825, Botoșani, Moldova – d. 24 decembrie 1907, Lausanne, cantonul Vaud, Elveția)  a fost un general de brigadă român, comandant de diferite divizii române și prefect al județului Constanța. 

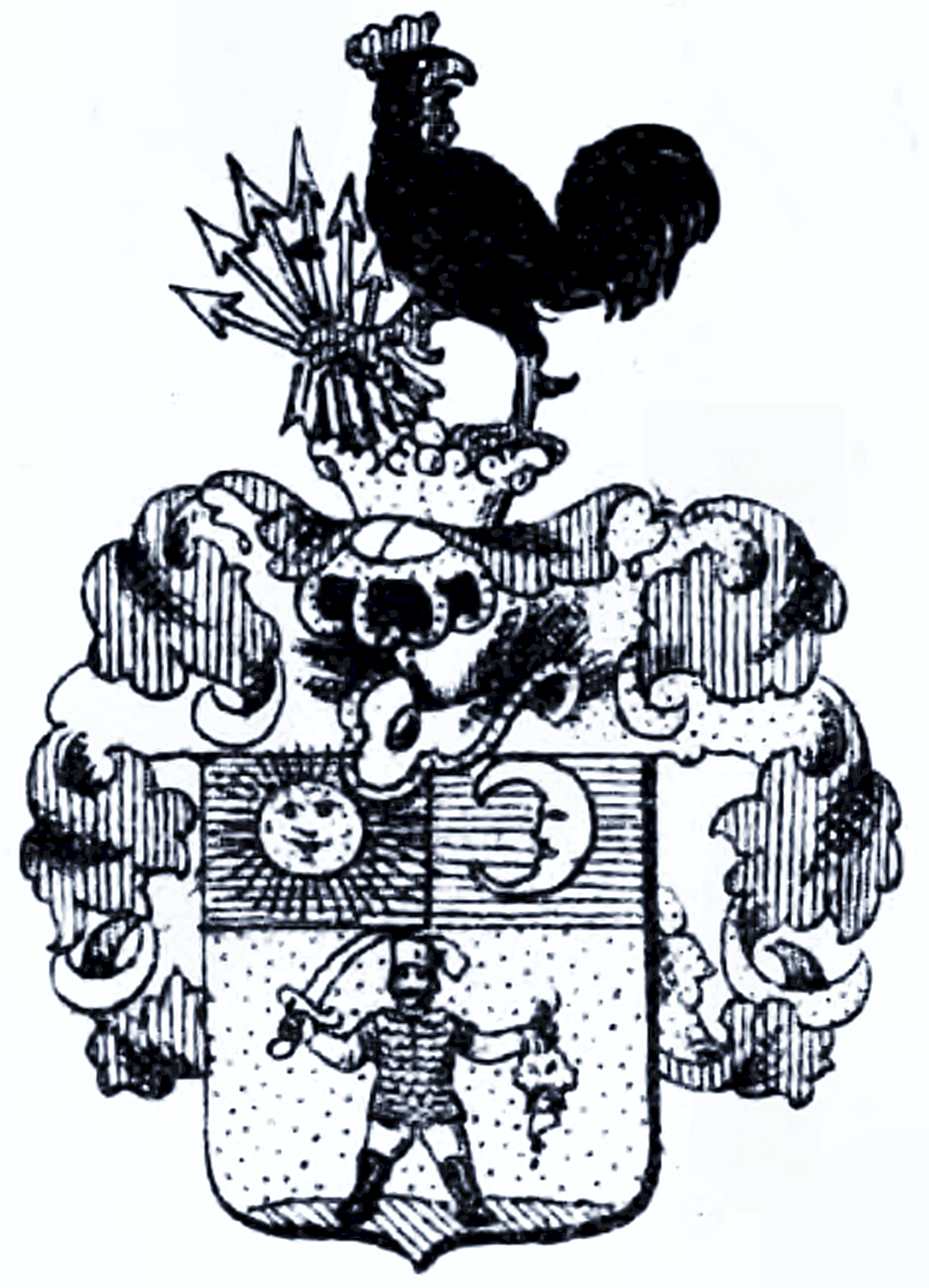
Stema Dunca de Sajó

## Origine
Tradiția familiei zice că un Dunca, venit din munți, de peste mare, vorbind o limbă de tot străină, ar fi imigrat în Marmația cu multe secole înainte, unde s-a căsătorit cu o română de neam ilustru. În secolul al XVII-lea coborâtorii acestui Dunca au primit titlul de nobili cu predicatul de Sajó, Butfalva și Birfalva și întinse moșii donatarii.
Ion, bunicul lui Iuliu, a fost preot greco-catolic la Orșova din comitatul Mureș-Turda. El s-a căsătorit cu fiica boierului bucovinean Nicolae de Goian și a Măriei de Stârcea. Soții au avut patru fii, pe lângă Paul (1799-1888), consilier guvernamental, deputat al dietei imperiale, precum și membru fondator al ASTREI, pe Nicolae, tatăl viitorului general. Moștenind împreună cu fratele său Ștefan mai multe moșii în Moldova după mama lor, au trecut ambii în România, unde au și rămas. Nicolae a devenit mare ban, Ștefan, mare spătar.
Viitorul general nu a purtat titlul nobiliar în România, ci a subscris mereu numai cu Iuliu [câteodată și Iulius) Dunca.

## Biografie

### Ani de dezvoltare
Tânărul Dunca a intrat voluntar în armată, devenind în anul 1850 sergent. Apoi a urmat Școala Militară de Ofițeri din Iași (1852-1854), din care a fost transferat ca sublocotenent la un regiment de artilerie. Acolo a fost avansat deja după scurt timp la rangul de locotenent în 1856 și căpitan în  1858.

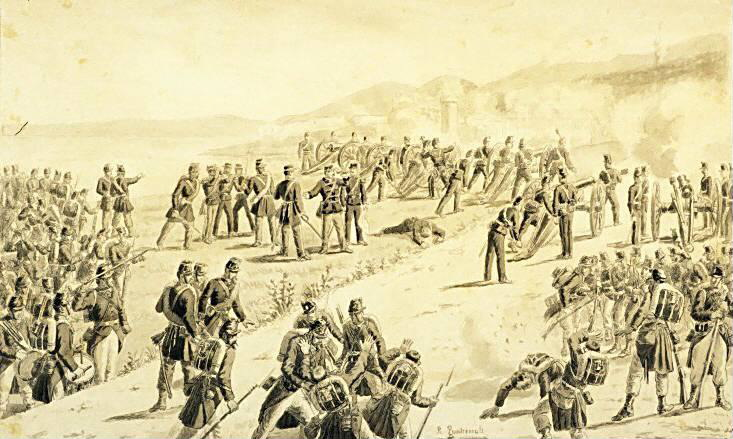
Asediul de la Gaeta 1861

### În Italia
La luptele pentru unificarea Italiei a participat, între alți ofițeri români, și Iuliu Dunca. După ce Consiliul de miniștri aprobase pe 14 iulie 1860 trimiterea unui grup de șase ofițeri în misiune în Piemont, aceștia, între ei Iuliu ca căpitan și comandant al regimentului nr. 1, au părăsit țara pe 3 noiembrie al anului cu destinația Torino.	În continuare ofițerul a luptat între 1860 și 1861 în Italia pe partea revoluționarilor sub generalul Manfredo Fanti (1806-1865) ca artilerist și la asediul Gaetei: Între puternicele fortificații ale Gaetei își găsise adăpost ultimul rege al Regatului celor două Sicilii, Francisc al II-lea al Celor Două Sicilii, care voia să se opună cu câteva mii de ostași asediului italian sub Giuseppe Garibaldi, fiind nevoit să capituleze la 13 februarie 1861. Cu fondarea Ordinului „Coroana Italiei” în 1868 a fost numit cavaler al ordinului.

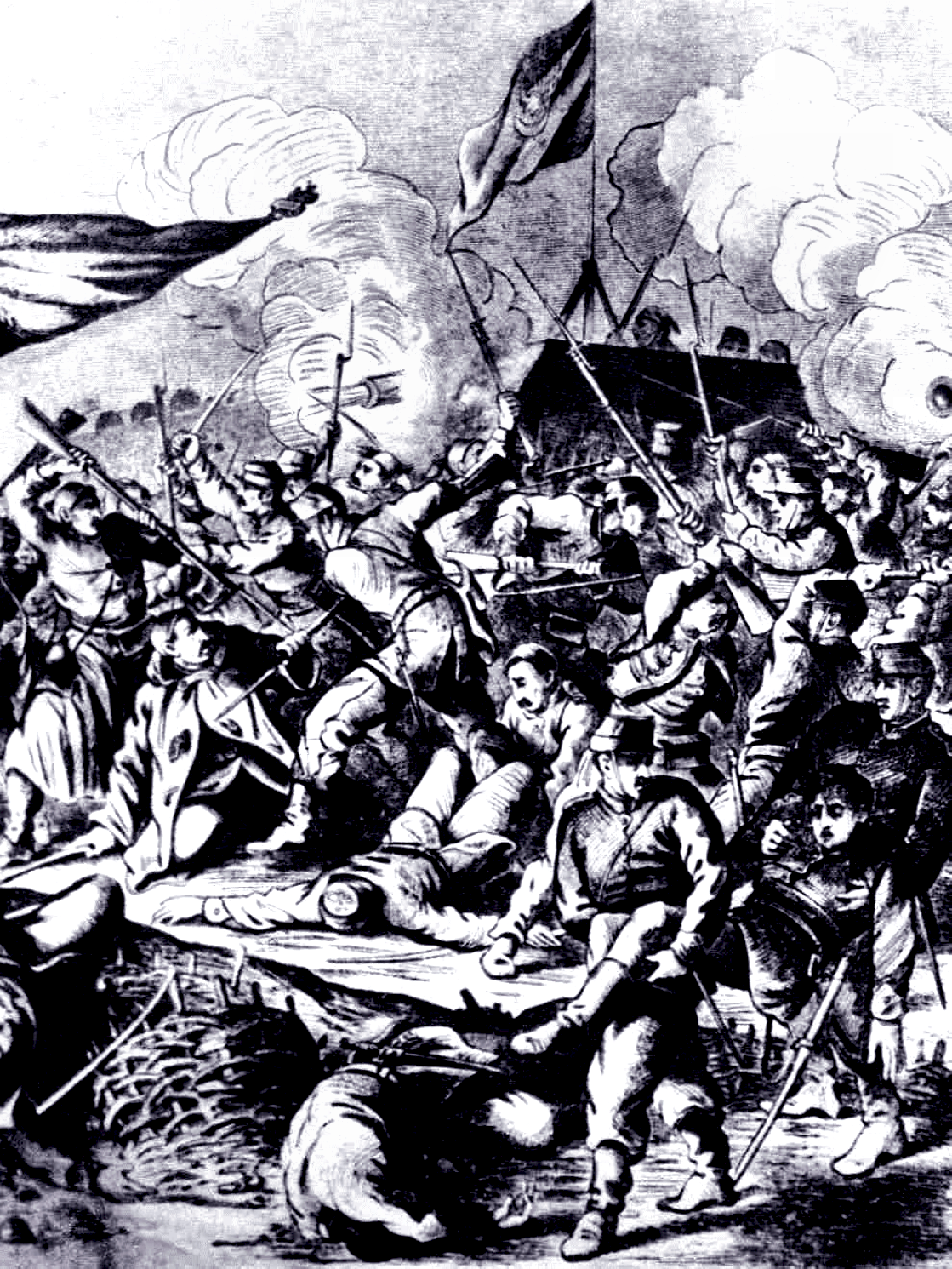
Asaltul asupra redutei Bucova, apropiere Plevna 1877

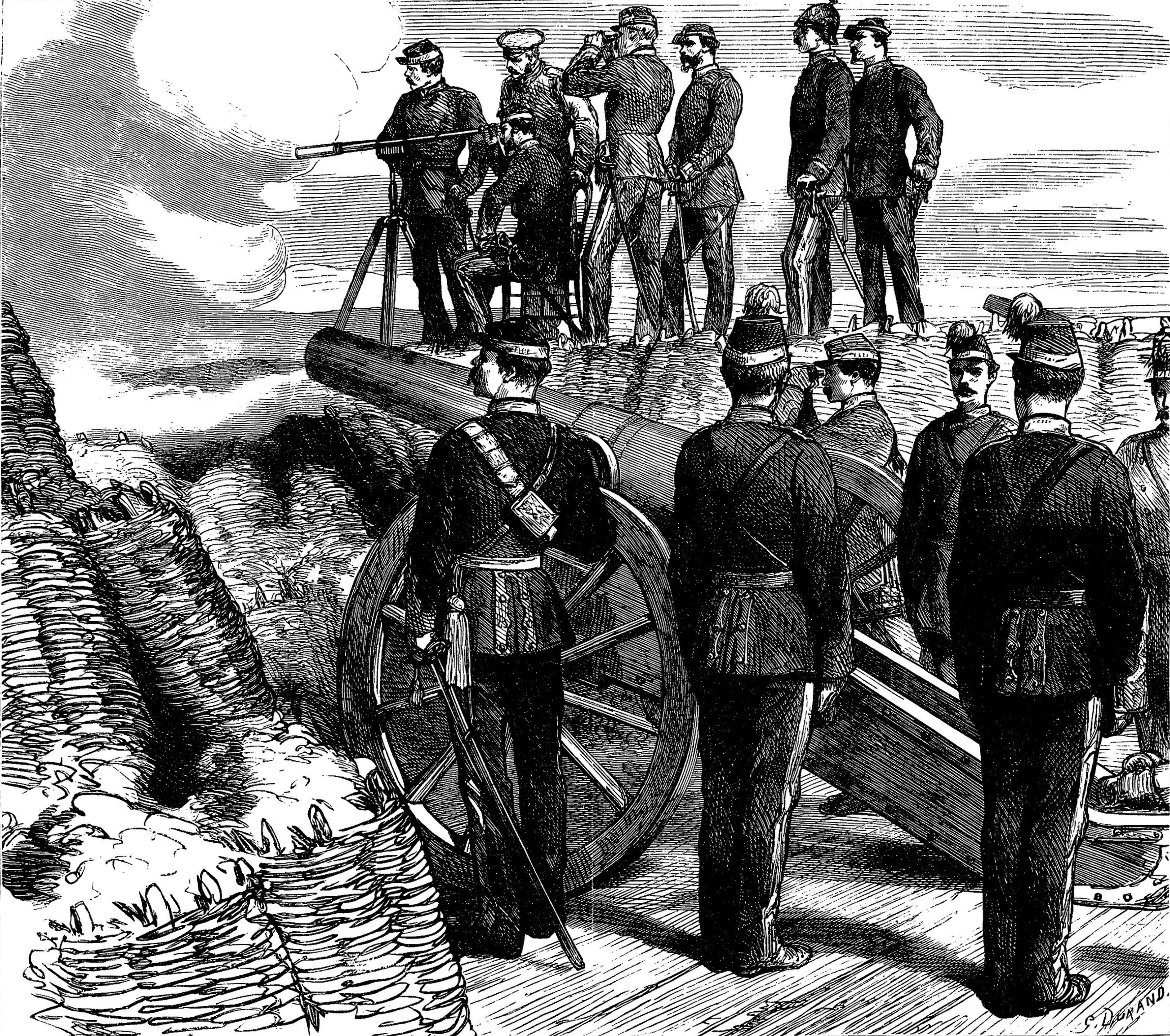
Carol I. la bateria artilerie denumită după el la Calafat

După revenirea sa, a avansat rapid în cariera militară mai departe, obținând gradele militare de maior în 1864 și de locotenent-colonel în 1867. În anul 1870 a fost numit colonel și comandant al Regimentului nr. 1 Artilerie (1870-1871), apoi cel al Regimentului nr. 2 Artilerie (1871-1875). După aceea  a căpătat comanda asupra artileriei teritoriale (1875-1876), apoi al Școlii Militare de Ofițeri 114 din București (1876-1877).

### În Războiul de Independență

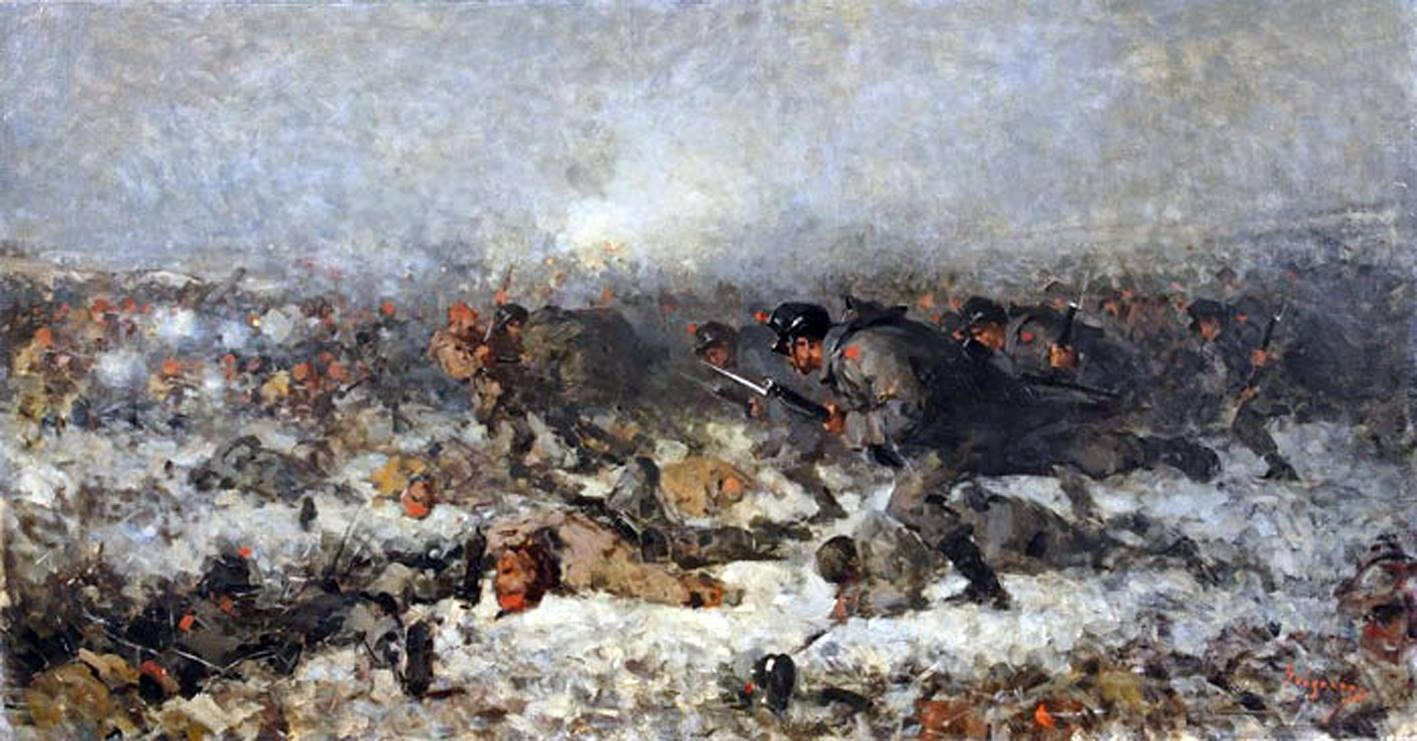
Atacul de la Smârdan

Ofițerul  a participat în Războiul de Independență al României la luptele de la Plevna, Vidin și Smârdan ca comandant al artileriei Diviziei 4 Infanterie (1877) și în urmare al artileriei Corpului de Vest (1877).
În timpul războiului pentru independență al României din 1877-1878, Marele cartier general al Armatei Române, apreciind importanța fluviului Dunărea, pentru apărare, a hotărât să-l folosească pentru acoperirea teritoriului țârii față de loviturile posibile ale armatei otomane. Această concepție care a stat la baza acțiunii armatei române, în prima parte a războiului, este cunoscută sub numele de ,,operația de acoperire a Dunării”. În cadrul acestei concepții, orașul Calafat reprezenta un punct de o importanță deosebită. Ca urmare a hotărârii Marelui Cartier General Român, de transformare a Calafatului într-un puternic punct strategic, fortificat, s-au întreprins acțiuni pentru amplasarea mai multor guri de foc. La începutul lunii mai 1877 sistemul de foc al Calafatului s-a bazat între altele pe opt baterii. Generalul Alexandru Cernat, a transmis comanda, colonelul Iuliu Dunca, șeful artileriei Corpului I armată. Provocările turcești nu numai la Calafat, ci pe toată lungimea Dunării românești, nu au mai fost acceptabile, și așa bombardarea generală a Vidinului a început în dimineața zilei de 15/27 ianuarie 1878 și a ținut 9 zile. Bateriile române, ale căror piese se urcaseră la 40, au continuat focul zi și noapte până la armistițiul din 23 ianuarie/4 februarie 1878 și ocuparea Vidinului de către trupele române. În sfârșit a revenit ca șef al Regimentului nr. 1 Artilerie (1878-1881).

### Generalul
După ce Dunca a fost, între anii 1883-1885 , comandant al Diviziilor 8 și 1, apoi din 1885 acel al  Diviziei 9 Mărășești, a fost trecut, în anul 1891, la gradul de general de brigadă, comandant al  diviziei active din Dobrogea 5 infanterie și  prefect al județului Constanța. În această funcție s-a angajat pentru prosperitatea soldaților săi. În ziua de 26 septembrie 1891 de exemplu a dat ordin pentru îmbunătățirea condițiilor de viață ale militarilor din pichetele Companiei a 3-a de la Chilia Veche.
Generalul de brigadă Iulius Dunca a făcut parte dintre cei ce au pus bazele artileriei române moderne, începându-și activitatea la 7 ani de la înființarea acesteia. Are meritul de a fi fost comandant al renumitelor Regimente 1 și 2 Artilerie.

## Decorații
Iuliu Dunca a fost onorat între altele cu:
- Ofițer al Ordinului național „Steaua României”
- Ordinul regal român „Virtutea Militară” de aur
- Crucea regală română „Trecerea Dunării”
- Medalia regală română a „Apărătorilor Independenței”
- Cavaler al Ordinului „Coroana Italiei”
- Ordinul imperial rus „Sfânta Ana” de  clasa a 2-a
- Medalia Comemorativă Rusă a Războiului din 1877-1878 a împăratului Alexandru al II-lea